# Borutta
Borutta (sardinski: Borùta) je grad i općina (comune) u pokrajini Sassariju u regiji Sardiniji, Italija. Nalazi se na nadmorskoj visini od 471 metar i ima 287 stanovnika.
 Prostire se na 4,76 km2. Gustoća naseljenosti je 60 st/km2.
Susjedne općine su: Bessude, Bonnanaro, Cheremule, Thiesi i Torralba.